# Grupo México
Grupo México est une entreprise mexicaine fondée en 1978, et faisant partie de l'Índice de Precios y Cotizaciones, le principal indice boursier de la bourse de Mexico. Elle est la principale entreprise du secteur minier du pays, et le troisième producteur de cuivre au monde. Elle possède 74 % de Ferromex et à 75 % Southern Copper, après son acquisition en 2005.

## Historique
En mars 2017, Grupo México annonce l'acquisition du Florida East Coast Railway pour 2,1 milliards de dollars.